# Erste Einheitsfront
Erste Einheitsfront (chinesisch 第一次国共合作) ist die Bezeichnung für die erste Phase der Zusammenarbeit zwischen der Kommunistischen Partei Chinas (KPCh) und der Guomindang (GMD) von 1923 bis 1927.
Die Allianz kam auf Vermittlung der Komintern zustande, die die GMD als bürgerlich-demokratische – und damit für chinesische Verhältnisse fortschrittliche – Partei ansah. Die Verhandlungen begannen Ende 1922 unter Vorsitz von Adolf Joffe. Im Ergebnis erhielt die GMD militärische Hilfe und Berater (z. B. Michail Borodin und Wassili Blücher) aus der Sowjetunion. Chiang Kai-shek wurde 1923 in die Sowjetunion geschickt, um die Parteiorganisation der KPdSU zu studieren, und gründete nach seiner Rückkehr auf Anordnung von Sun Yat-sen die Whampoa-Militärakademie. Die chinesischen Kommunisten ihrerseits konnten ihren Einfluss erheblich ausweiten, ihre Mitgliederzahl wuchs von 300 (1922) auf 58.000 (1927) und ihre Kader konnten wichtige Positionen einnehmen, z. B. Zhou Enlai in der Whampoa-Militärakademie.
Allerdings sahen beide Parteien die Einheitsfront mehr oder weniger als Zweckbündnis an. Die Allianz zerbrach, als die Nordexpedition von 1927 Chiang Kai-shek in die Lage brachte, Unterstützung von den Industriellen in Schanghai und Nanking zu erhalten und auf sowjetische Hilfe zu verzichten. Den anschließenden Kommunistenverfolgungen wie dem Massaker von Shanghai im April 1927 fielen mehrere tausend KPCh-Mitglieder zum Opfer. Zu einer gegen Japans aggressive Expansion in China gerichteten zweiten Einheitsfront kam es 1936.